# Meniscium ensiforme
Meniscium ensiforme är en kärrbräkenväxtart som först beskrevs av Carl Frederik Albert Christensen, och fick sitt nu gällande namn av Pichi-serm. Meniscium ensiforme ingår i släktet Meniscium och familjen Thelypteridaceae. Inga underarter finns listade.